# آرجی‌پی
آرجی‌پی (انگلیسی: Resources Global Professionals) شرکت مهندسی آمریکایی است، که در سال ۱۹۹۶ تأسیس شد.